# 2023年澳門格蘭披治大賽車
2023年澳門格蘭披治大賽車，又稱第70屆澳門格蘭披治大賽車（葡萄牙語：70º Grande Prémio de Macau），於2023年11月11日至12日、11月16日至19日期間在澳門東望洋賽道舉行，是計2013年第60屆賽事後再次延長比賽舉行日數至6天，兩項國際性賽車賽事包括GT世界盃及三級方程式大賽是繼COVID-19疫情放緩及放寬邊境限制後再度回歸澳門。在大賽車舉行前夕或期間，澳門特別行政區政府多個政府部門、民間組織、社會團體或私人機構均舉辦一系列與第70屆大賽車舉行的相關慶祝活動。

## 沿革
2022年11月20日，第69屆澳門格蘭披治大賽車完滿舉行，但受到COVID-19全球疫情影響，導致部分海內外車手繼續決定不赴澳參賽，亦有部分車手在入住部分酒店期間，因有患者曾入住過後染疫被圍封及接受強制隔離；對於2023年將踏入第70屆賽事，大賽車組委會表示正聽取社會各方意見，將綜合考慮並研究，以吸引市民和旅客到場觀看。
2023年1月，中國澳門汽車總會於路環小型賽車場舉行頒獎典禮表揚澳門本地賽車手。體育局局長潘永權出席儀式後受訪時表示，已與中國澳門汽車總會探討如何辦好，更加受歡迎，並已與國際汽聯接觸，希望將過往精彩的世界級賽事包括三級方程式及GT盃再次帶來澳門。中國澳門汽車總會副理事長何比道更指出，已開始聯絡世界各地車手，有不少國外車手表態有意來澳參賽，並在籌劃有關工作。
2023年2月，體育局局長潘永權表示，第70屆賽事將以“大慶”方式舉辦為期2週的賽事和周邊活動，部分國際性賽車賽事爭取恢復舉辦。在體育委員會首次會議上，多名委員關注第70屆澳門格蘭披治大賽車籌備工作，體育局表示將參考第60屆橫跨2星期舉行，增加比賽項目，並計劃在東望洋賽道再辦歡樂跑。而在澳門立法會全體會議上，多位議員關注「旅遊+體育」的發展及體育設施的建設；社會文化司司長歐陽瑜回應議員詢問時，在正值大賽車踏入第70屆，研究重啟「歡樂跑」，在賽車跑道中加入跑步路線。
2023年3月，體育局局長潘永權表示，特區政府計劃一連兩周舉辦各項賽事和周邊活動，賽事安排已進入最後階段，其中三級方程式（F3）及GT世界盃等賽事有望重臨澳門，詳情有待進一步落實。
2023年6月下旬，體育局表示本屆大賽車按序舉行籌備工作，歡樂跑重辦並計劃在11月首周開跑，兩周正賽時間將分為亞洲錦標賽事和地區性賽事。
2023年7月19日，旅遊發展委員會召開2023年第一次全會會議，澳門旅遊局局長文綺華在會上表示，適逢11月舉行本屆大賽車踏入第70屆，大賽車博物館擬上演3D投影燈光表演秀及舉辦徵集活動。同日，澳門格蘭披治大賽車組織委員會舉行新聞發布會，公布賽事詳情、贊助商及聯乘合作項目資訊等。
2023年8月10日，大賽車組委員公布賽道路段重鋪工程安排。將由2023年8月12日起於非尖峰時段展開相關工程。
2023年8月30日，體育局表示賽事門票將在短期內發售，各項籌備進展順利，與國際汽聯溝通相對暢順，按照既定日程，10月將陸續開始準備圍欄及搭建觀眾席等工作。

## 正式賽事

### 比賽安排
2023年6月，國際汽車聯盟宣佈第70屆賽事起，三級方程式和GT世界盃重返東望洋賽道舉行，並連續3年在澳門舉行。
報名安排方面，於2023年8月21日至9月15日期間接受報名，有意報名人士可前往位於澳門格蘭披治賽車大樓地下的中國–澳門汽車總會辦理報名手續。
2023年10月下旬，根據大賽車組委會公布為期兩個星期比賽日的正式賽程中，將合共舉辦11項賽事，並落實國際汽聯三級方程式和GT世界盃於2023年起連續3年在澳門舉行。賽程如下：
- 11月11日至12日：澳門四級方程式大賽、TCR亞洲挑戰賽、大灣區GT盃(GT4)、大灣區GT盃(GT3)以及澳門路車挑戰盃
  - 在11月12日的四級方程式決賽賽事前，社會文化司司長、大賽車組委會主席歐陽瑜主持起步禮，與大賽車組委會成員及參賽車手握手及合照，隨後前往賽車大樓觀賞該賽事並擔任頒獎嘉賓[18]。
- 11月16日至19日：澳門格蘭披治三級方程式大賽 - 國際汽聯三級方程式世界盃、澳門GT盃 - 國際汽聯GT世界盃、澳門東望洋大賽 - Kumho TCR世界巡迴賽澳門站、澳門格蘭披治電單車 - 第五十五屆大賽、澳門房車盃 - CTCC中國汽車場地職業聯賽、澳門格蘭披治大賽車70週年挑戰賽

參賽車手方面，四級方程式將有2名本地車手與20多名來自12個國家或地區的車手參賽；GT盃、三級方程式等多項賽事將有多位來自世界各地的著名車手參賽。其中，殼牌捷凱領克車隊宣布於2023年7月下旬宣佈郭富城以「特邀嘉賓車手」身份加入，並將駕駛領克03 TCR賽車出戰本屆澳門大賽車賽事。

### 賽事門票銷售
2023年10月9日11:00，門票正式公開發售，組委會安排17個銷售點，分佈在中港澳三地，銷售途徑亦包括網上、電話、電郵及手機應用程式。門票價格介乎100元至 1,000元，視乎不同看台而定，每人每次限購最多20張門票，每名學生限購每日優惠門票1張。另與澳門旅遊局聯乘推出“遊澳看賽車”門票合作計劃，與本地及鄰近地區的旅遊業界合作，聯動推出機票、船票或酒店聯乘大賽車賽事門票的套票優惠；現場售票中心設有人手櫃台、自助購票機以供購票。
2023年10月30日，大賽車組委會舉行拜神儀式，賽事籌備工作順利展開及有序推進。門票銷售方面，在最後兩日賽事（正式比賽日）已售出八成門票。
2023年11月，體育局表示於19日比賽日大部分觀眾席已售出逾九成門票。另將一如既往與教育及青年發展局協作，安排師生在11月16日至17日即排位賽及計時賽期間觀賽。

### 媒體中心
為配合大賽車踏入第70屆，澳門格蘭披治大賽車組織委員會在澳門格蘭披治賽車大樓對面車房加建一層作為工作空間，屬臨時建築。初步擬遷移原位於大樓內的媒體中心，預計在第70屆大賽車期間會使用。初步計劃遷移媒體中心，令傳媒、其他聯會工作空間更大、更充裕，環境更理想。希望藉本屆大賽車令各方面條件更理想。
新搭建的傳媒中心分開工作區及用餐區，其中用餐區提供早餐、午餐及下午茶，其中熱食選擇比較多元化，亦設冷盤區及雪糕等。為更好分辨傳媒，大會每年都會分發記者證及工作背心，其中背心顏色每年轉換，以防有人“博大霧”進場。賽場多個地方亦已張貼背心樣本圖片，好讓保安辨識。

### 進場人數
2023年11月11日，大賽車組委會公佈，首日進場觀眾為1.8萬人次。11月12日，第二日賽事包括大灣區GT盃GT3組別決賽和壓軸四級方程式決賽，累計錄得共2.8萬人次進場觀看比賽。
在第二周賽事，11月18日共錄得3.1萬人次觀看；最後一日（11月19日）的賽事共錄得3.6萬人次進場觀看。

### 正式比賽成續
- 2023年11月11-12日賽事成續 （页面存档备份，存于）

| 2023年11月12日正賽成績       | 2023年11月12日正賽成績 | 2023年11月12日正賽成績      | 2023年11月12日正賽成績 | 2023年11月12日正賽成績  | 2023年11月12日正賽成績 | 2023年11月12日正賽成績 | 2023年11月12日正賽成績 | 2023年11月12日正賽成績 | 2023年11月12日正賽成績 | 2023年11月12日正賽成績 | 2023年11月12日正賽成績 | 2023年11月12日正賽成績 |
| 排名                         | 車號                   | 車手                        | 所屬地區               | 所屬團隊                | 最佳圈速               | 總時間                 |                        |                        |                        |                        |                        |                        |
| 澳門路車挑戰賽（8圈）        | 澳門路車挑戰賽（8圈）  | 澳門路車挑戰賽（8圈）       | 澳門路車挑戰賽（8圈）  | 澳門路車挑戰賽（8圈）   | 澳門路車挑戰賽（8圈）  | 澳門路車挑戰賽（8圈）  | 澳門路車挑戰賽（8圈）  | 澳門路車挑戰賽（8圈）  | 澳門路車挑戰賽（8圈）  | 澳門路車挑戰賽（8圈）  | 澳門路車挑戰賽（8圈）  | 澳門路車挑戰賽（8圈）  |
| ---------------------------- | ---------------------- | --------------------------- | ---------------------- | ----------------------- | ---------------------- | ---------------------- | ---------------------- | ---------------------- | ---------------------- | ---------------------- | ---------------------- | ---------------------- |
| 1                            | 18                     | 謝家興                      | 香港                   | 基亞車隊                | 2:56.207               | 00:29:32.492           |                        |                        |                        |                        |                        |                        |
| 2                            | 22                     | 林錦新                      | 澳門                   | 力威世界車隊            | 2:54.068               | 00:29:33.102           |                        |                        |                        |                        |                        |                        |
| 3                            | 21                     | 司徒永信                    | 香港                   |                         | 2:55.258               | 00:29:33.827           |                        |                        |                        |                        |                        |                        |
| 大灣區GT盃（GT4）（3圈）     |                        |                             |                        |                         |                        |                        |                        |                        |                        |                        |                        |                        |
| 1                            | 75                     | 羅開羅                      | 中国                   | 蓮花車隊TORO            | 2:31.392               | 00:07:39.375           |                        |                        |                        |                        |                        |                        |
| 2                            | 88                     | 奇度杜魯（CHRISTODOULOU）   | 英国                   | 蓮花車隊TORO            | 2:31.724               | 00:07:40.055           |                        |                        |                        |                        |                        |                        |
| 3                            | 1                      | 梁嘉彤                      | 中国                   | 和谐赛车Harmony Racing  | 2:35.818               | 00:07:52.189           |                        |                        |                        |                        |                        |                        |
| 大灣區GT盃（GT3）（8圈）     |                        |                             |                        |                         |                        |                        |                        |                        |                        |                        |                        |                        |
| 1                            | 55                     | 歐陽若曦                    | 香港                   | Craft-Bamboo Racing     | 2:20.60                | 00:23:09.777           |                        |                        |                        |                        |                        |                        |
| 2                            | 6                      | 凌康                        | 中国                   | Phantom Pro Racing      | 2:20.05                | 00:23:10.687           |                        |                        |                        |                        |                        |                        |
| 3                            | 88                     | 張嗛尚                      | 中華臺北               | MP Racing               | 2:22.84                | 00:23:21.611           |                        |                        |                        |                        |                        |                        |
| TCR亞洲挑戰賽第一回合（9圈） |                        |                             |                        |                         |                        |                        |                        |                        |                        |                        |                        |                        |
| 1                            | 1                      | 盧思豪                      | 香港                   | Evolve Racing           | 2:50.528               | 00:29:47.680           |                        |                        |                        |                        |                        |                        |
| 2                            | 22                     | 閆闖                        | 中国                   | Fancy車隊               | 2:48.239               | 00:29:48.812           |                        |                        |                        |                        |                        |                        |
| 3                            | 42                     | 陳永童                      | 澳門                   | 326 Racing Team         | 2:22.84                | 00:29:52.785           |                        |                        |                        |                        |                        |                        |
| TCR亞洲挑戰賽第二回合（7圈） |                        |                             |                        |                         |                        |                        |                        |                        |                        |                        |                        |                        |
| 1                            | 10                     | 唐偉楓                      | 香港                   | TRC車隊                 | 2:34.939               | 00:20:03.460           |                        |                        |                        |                        |                        |                        |
| 2                            | 27                     | 李家禧                      | 香港                   | 陝西天石賽車隊          | 2:34.928               | 00:20:03.978           |                        |                        |                        |                        |                        |                        |
| 3                            | 1                      | 盧思豪                      | 香港                   | Evolve Racing           | 2:34.284               | 00:20:04.749           |                        |                        |                        |                        |                        |                        |
| 澳門四級方程式大賽（12圈）   |                        |                             |                        |                         |                        |                        |                        |                        |                        |                        |                        |                        |
| 1                            | 23                     | 林伯雷（Arvid LINDBLAD）    | 英国                   | 澳娛綜合德利PREMA賽車隊 | 2:24.791               | 00:37:28.517           |                        |                        |                        |                        |                        |                        |
| 2                            | 11                     | 梁瀚昭                      | 澳門                   | 澳娛綜合德利PREMA賽車隊 | 2:26.192               | 00:37:28.791           |                        |                        |                        |                        |                        |                        |
| 3                            | 42                     | 達阿尼（Rashid AL DHAHERI） | 阿联酋                 | PREMA賽車隊             | 2:26.298               | 00:37:29.439           |                        |                        |                        |                        |                        |                        |

- 2023年11月16-19日賽事成續 （页面存档备份，存于）

## 本地相關慶祝活動及推出產品

### 大賽車博物館
- 2023年3月27日起：由澳門旅遊局與香港杜莎夫人蠟像館合作推出8尊賽車手蠟像[31]。所有蠟像的賽車手身份包括麥當奴（John MacDonald）、夏士林（Ron Haslam）、艾爾頓·冼拿（Ayrton Senna da Silva）、塞巴斯蒂安·維泰爾（Sebastian Vettel）、路達（Michael Karl Rutter）、路易斯·咸美頓（Carl Davidson Hamilton）、侯夫（Robert Peter Huff）和艾度亞度·莫他拿（Edoardo Mortara）[32]。其中賽車手路達（Robert Peter Huff）和侯夫（Edoardo Mortara）等，以及澳門行政長官賀一誠、經濟財政司司長李偉農、社會文化司司長歐陽瑜等官員出席蠟像揭幕儀式[33][34]。

2023年11月起，大賽車博物館舉行多個特別活動，包括：“澳門大賽車博物館藏影︰70傳奇”光雕表演、放映“澳門格蘭披治大賽車70傳奇回顧”短片、頂尖車隊“Oracle Red Bull Racing”特展及互動遊戲、“澳門格蘭披治大賽車70周年回憶徵集活動”特展等，並推出指定信用卡現場購票優惠，以及於6個賽事日（11月11至12日、16日至19日）延長博物館開放時間至21:30。具體活動項目詳情如下：
- 2023年11月1日至30日：“澳門大賽車博物館藏影：70傳奇”光雕表演，每晚19:00至22:00期間，每15分鐘透過澳門大賽車博物館的建築立面精彩呈現。5分鐘的光雕表演以 “銘記時刻”及“競技與專業”兩個篇章展出大賽車及博物館的歷史[36]。
- 2023年11月9日：“澳門格蘭披治大賽車70周年回憶徵集活動”頒獎儀式
- 2023年11月9日至2024年1月31日：“澳門格蘭披治大賽車70周年回憶徵集活動”特展，展出1954年至2022年內有關澳門格蘭披治大賽車的括入場門票、海報、郵品和紀念物品。徵集活動的所有物品聯同博物館原有的部份館藏，包括賽車手頭盔及服飾等約70件物品同時公開展出[37]。

### 澳門格蘭披治大賽車組織委員會
為慶祝澳門格蘭披治大賽車白金禧，大賽車組委會於2023年11月舉行一系列慶祝活動，包括舉行大賽車親子嘉年華、東望洋跑道歡樂跑、開幕儀式暨車展活動，並繼續舉辦澳門格蘭披治大賽車攝影比賽，鼓勵澳門居民以不同形式參與第七十屆大賽車活動。
- 親子嘉年華（2023年5月6日至7日）；原定2023年4月29日至30日舉行，由於天氣不穩延期舉行[39]。並首次在路環小型賽車場舉行，首次在相關活動中新增小型賽車體驗環節[40]。2023年5月7日，由於天雨影響關係，主辦方宣佈當天下午的嘉年華活動取消[41]。
- 親子嘉年華（2023年11月4日至5日）：於塔石廣場舉行，主辦方將廣場模擬成為東望洋跑道及迷你賽車場，加入親子元素讓市民認識大賽車活動；現場另設有文創產品銷售攤位，展示及出售部分以本屆大賽車為主題的聯乘產品[42]。
- 東望洋跑道歡樂跑：是繼2018年第65屆慶祝活動後再度重辦，由中國銀行（澳門）冠名呈獻，於2023年11月5日上午6:30開跑，合共近4,000名參賽者參賽，跑道全程約6.2公里，起點及終點設於澳門格蘭披治賽車大樓[43][44]。歡樂跑於2023年10月22日開放報名，並於報名首日名額隨即額滿[45]。
- 「澳門格蘭披治大賽車70周年回憶徵集活動」：於2023年7月3日至9月8日期間進行收件，徵集1954至2022年期間有關澳門格蘭披治大賽車的入場門票、海報、郵品和紀念物品（如紀念幣、紀念鈔票或紀念擺設）[46]。由於比賽及報名反應情況理想和踴躍，體育局、組委會及贊助商擬商討歡樂跑在每年恆常舉辦[47][48]。
- 開幕儀式及車展：2023年11月10日至12日，於塔石廣場內展出多部參與澳門GT盃–國際汽聯GT世界盃及澳門格蘭披治電單車–第五十五屆大賽的參賽戰車以及一部參加本屆賽事的三級方程式賽車，開幕儀式於11月10日13:00舉行，另設有以大賽車為主題的文創產品銷售攤位，多位參賽車手亦親臨現場與車迷會面[49]。
- 第70屆澳門格蘭披治大賽車攝影比賽：2023年11月20日至12月29日，由體育局主辦，澳門攝影學會協辦。
- 「競速七十年─賽車攝影寫生作品展」：於2023年11月6日至11月30日在市政署大樓舉行，由大賽車組委會、中國─澳門汽車總會、澳門攝影學會、澳門頤園書畫會、澳門美術協會及澳門書法篆刻協會聯合舉辦，展出逾百幅寫生、攝影及書畫等作品[50]。

本屆賽事除了舉辦一些慶祝活動，大賽車組委會另與本地及外地多個不同界別的機構合作，推出不同類型的聯乘產品，進一步加強發揮大賽車的聯動效應。
- 澳門通股份有限公司：於2023年11月1日起推出兩款大賽車聯名澳門通卡，由本地設計師劉欣珏和林裕庭進行設計。其中一款卡的圖案以澳門特色建築和景觀為主，展現了澳門的獨特魅力和歷史文化底蘊，並融入粉色亮片元素，極具藝術時尚感；另一款卡的圖案則以大賽車的標誌性元素為主，充滿速度感和力量感，象徵著賽車手們勇往直前和不斷挑戰的精神[52][53][54]。
- 郵電局：2023年11月9日發行第70屆澳門格蘭披治大賽車郵品，亦推出大賽車紀念封，並提供加蓋紀念郵戳服務，並於該年11月11日至12日及18日至19日，分別在葡京彎看台附近和郵政總局，設置臨時櫃檯提供服務[55]。
- 文創產品：分別於11月10日至12日（開幕儀式及車展）期間，設有以大賽車為主題的文創產品銷售攤位。大賽車博物館精品廊亦於2023年11月10日起正式啟動，由澳門本地文創品牌進行管理及製作以大賽車為主題的相關文創產品作銷售，種類及款式涵蓋約20個不同品牌，售賣近200款文創產品，包含大賽車紀念品、書籍、生活用品、衣帽、文具等不同產品[56]。

### 政府部門
- 文化局：福隆新街步行區活化計劃等多個歷史片區於大賽車賽事期間，推出並舉辦多項文化創意、節慶及休閒活動項目[57]。具體詳情如下[58]：
  - 11月11日18:00及19:00：“樂韻悠揚大三巴”音樂會，於大三巴牌坊前地舉行，由澳門中樂團呈獻多首經典名曲。
  - 11月10日至19日：福隆新街步行區活化計劃，永利澳門有限公司於步行區內設有三級方程式賽車展示及大賽車回顧展等；11月10日至12日及16日至19日，步行區增設文創市集、導賞、特色餐飲及消費優惠等活動。
  - 11月10日至19日：新濠博亞娛樂呈獻：“極速大炮台”活動，現場設有賽車主題裝置拍照區、露營休憩區及小食攤位售賣賽車主題特色小食，並於11日及18日由澳門博物館呈獻葡萄牙土風舞表演與遊人互動，同日增設夜間體驗。
  - 11月逢周六及周日：澳門海上遊觀光船迷你音樂會，由美高梅中國呈獻，分別於16:00班次由媽閣碼頭出發往路環碼頭或16:30班次由路環碼頭出發往媽閣碼頭。
  - 11月11、12、18及19日：位於荔枝碗村內的荔枝碗船廠片區增設戶外藝術打卡裝置及兒童工作坊，另提供往返澳門銀河至荔枝碗片區特別穿梭巴士路線於指定時段內服務，免費乘坐。另外於11月18日16:00舉行“獨立原創歌曲”音樂會，期間園區內的藝遊點將暫停開放。
  - 11月11日至19日：金沙中國於益隆炮竹廠園區內設置多個以大賽車為主題的拍攝裝置及Al全息照相體驗館；另於11月11、12、18及19日增設多場親子工作坊，並安排駐場專業攝影師於施督憲政街園區入口處設置免費即影即曬服務。
- 財政局：2023年9月27日上午10時舉行公開拍賣，包含1978年、1988年、1993年的大賽車紀念幣[59]。
- 澳門基金會：旗下網站澳門記憶推出“馳騁70載─回看澳門格蘭披治大賽車”網上有獎問答遊戲，於2023年11月10日至12月31日舉行，問答形式為選擇題，內容主要圍繞70年來“澳門格蘭披治大賽車”的發展歷程、重要里程碑、有趣的冷知識等[60]。

### 民間／私人團體
- 一起走過的澳門大賽車70年車展：2023年10月30日至11月26日，於氹仔客運碼頭入境大堂舉行[61][62][63]。
- “2023荷蘭園巡禮”：2023年11月4日至12月3日，於望德堂坊及雀仔園一帶舉行；活動帶來多項圍繞澳門格蘭披治大賽車元素的節目，包括迷你賽車比賽、經典車展、賽車工作坊和攝影展等，另設有音樂節活動、本地微電影放映、荷蘭園貓店長選舉、金曲歡樂夜及邀請老街坊介紹雀仔園歷史，讓參與者從玩樂方式了解荷蘭園的歷史文化[64]。
- 車迷匯創Grand Prix Fun：2023年10月28日至11月19日，周六及周日期間於氹仔北帝廟前地舉行[65][66]
- 「大賽車狂熱派對——蘇沙賽車個人特展」：於澳門葡京人H853 Fun Factory 娛樂廠1樓舉行，展期由2023年11月3日至11月12日[67]。
- 極速狂歡啤酒節：於2023年10月27日至11月20日在澳門漁人碼頭戶外大草坪舉行，活動內容包括賽事直播﹑冠軍 360 極速環拍﹑歌舞表演﹑打卡美食﹑格蘭披治啤酒勁飲比賽等節目[68]。
- 本地歌手杜俊瑋聯同一間澳門原創運動品牌店適逢本屆賽事踏入白金禧，推出其設計的《No.1》紀念T裇和打氣毛巾，設計概念原於其在十年前勇奪“2013年澳門格蘭披治大賽車”主題曲創作大賽冠軍[69]。
- “Red Bull極速換軚挑戰”：於2023年10月30日至11月19日在澳門銀河東翼廣場舉行，活動包括介紹一級方程式賽車冠軍車隊 --- 紅牛車隊的歷史，參觀者更有機會親身參與一系列刺激有趣的賽車體驗，包括首次落地澳門的Red Bull極速換軚挑戰[70]。
- 澳娛綜合：「澳娛綜合小遊戲盃」賽車小遊戲，於2023年11月6日至20日期間在「澳娛綜合」官方微信公眾號上線；上葡京於2023年11月8日至2024年2月29日期間推出「運動狂熱」VR遊戲區，包括賽車等多款體育遊戲體驗；另外於2023年11月8日至30日期間，國際知名的德利賽車隊三級方程式頂尖設備於上葡京禮品廊對面位置公開展出[71]。
- 永利澳門有限公司：「2023永利臻典夢幻超跑展」，於2023年10月1日至11月30日在永利澳門及永利皇宮內舉行，展出共16輛夢幻陣容的限量版超級跑車，部分展出的跑車首度在澳門亮相[72]。
- 大賽車賽事日期間，澳區省級政協委員聯誼會社會事務委員會與澳門扶康會合作，於新口岸水塘看台出入口設公益攤位義賣由智障人士、自閉症人士及精神康復者的展能藝術家作品和相關周邊產品，並組織委員到場支持慈善公益活動，以不同形式參與大賽車活動[73]。

### 同期舉行的大型活動
- 狂歡栗子節2023：2023年11月11日至12日[74]
- 澳門美食節：2023年11月17日至12月3日
- 塔石藝墟：2023年11月16日至19日、11月23日至26日

## 預算及贊助商
2023年7月中下旬，大賽車組委會表示，因第70屆賽事將連續2星期舉行，預算經費為2.6億元，參與車手預計不少於150名；另計劃在賽車大樓對面、賽車期間集車區附近的車房對上位置，加建多一層，同時復辦東望洋跑道歡樂跑。組委會另公佈俗稱“六大博企”的綜合度假休閒企業將成為當屆大賽車的主要贊助商，分別贊助2,000萬元，與業界共同做好吸引國際客源的體育旅遊項目。另外，本屆大賽車亦獲衆多本地以至國際知名品牌及企業支持。

### 主要贊助商
- 銀河娛樂集團
- 澳娛綜合度假股份有限公司
- 永利澳門有限公司
- 美高梅中國控股有限公司
- 新濠博亞娛樂有限公司
- 金沙中國有限公司

### 本地及國際其他贊助商
（只列出部分贊助商）
- 澳門航空
- 澳門通股份有限公司
- 李寧有限公司

## 應對措施
由於大賽車日程延長，位於澳門半島賽道周邊道路將出現交通超負荷。其中，治安警察局表示將增派警員在賽道周邊、主要幹道和繁忙路段進行交通指揮和疏導車流，確保比賽期間的交通秩序正常。並呼籲市民出行前應了解最新的交通資訊，預早規劃及盡量使用公共交通工具或步行。治安警察局另表示，將投入超過400名警員協助，當中包括近100名交通警員；為確保賽事舉行，警方在賽道周邊預留部分街泊位，呼籲車主留意現場告示的日期，賽事期間警方在清晨賽道封閉前，將吊走賽道內外所有佔用預留車位及違法泊車的車輛。警方亦會在每天賽事完結後協助大會開放賽道路段，呼籲駕駛者切勿在閘口等待開放出入口，避免造成阻塞，以及在賽道剛開放時仍會有工作車輛運作，呼籲注意路面情況。
交通方面，51條途經賽道內的公共巴士路線改道行駛及調整行程，當中H2路線於賽車日期間停駛，另設兩條免費接駁巴士路線12T及31T由外港碼頭往返亞馬喇前地或綜藝館。交通事務局和治安警察局預計由北區往返中區及南區一帶交通出現超負荷，同時因外港碼頭旅遊巴上落客區停用，將於回力酒店一帶設臨時旅遊巴上落客區，期間原有巴士站將暫停使用。
道路工程方面，內港南雨水泵站箱涵渠及下水道工程繼續進行，但位於“粵通碼頭”巴士站至夜呣街之間的一段火船頭街於2023年11月8日起臨時恢復行車；下階段預計在2023年12月初開展該巴士站至鄰近國際酒店一段的工程，屆時將有相關臨時交通安排。
與大賽車各項相關工程方面，市政署表示為配合賽車看台工程，於2023年9月25日起暫停對外開放亞馬喇前地至廣州街路段的藝園，以及友誼大馬路近澳門格蘭披治賽車大樓一側的水塘公園範圍；另外在賽事進行期間，藝園、馬交石炮台公園及瑪利二世皇后眺望台位於東望洋跑道旁的範圍亦暫停對外開放。
大賽車組委會亦於2023年11月上旬表示，相關工程已進入最後階段，在賽事完結後將加快重開相關路段，部分出入口增加LED顯示屏及道路指示牌，讓駕駛者更清晰各出入口位置；栢樂（外港客運碼頭）停車場已於2023年10月27日起暫停對外開放，計劃於11月24日下午重開；新口岸水塘近水塘看台及大看台的步行徑按序於12月2日重開。
民航局發出通告，於2023年11月11日至19日大賽車賽事期間，基於安全考慮及確保賽事順利，禁止所有無人機於澳門半島內飛行，除經當局特批的官方無人機除外，違法者可被檢控及科處2,000至20,000澳門元罰款。

## 電視轉播
澳門廣播電視股份有限公司繼續成為大賽車本地轉播的主要機構，於賽車直播期間設置超過30多台攝影機捕捉畫面，並繼續引入高速攝影機效果。大賽車期間，澳廣視旗下電視頻道澳視澳門、澳視葡文、澳門體育及澳門-MACAU衛星頻道直播，同時透過其官方網站、手機客戶端同步直播。
在賽事舉行期間，大賽車組委會於全澳多個地點點設置大型屏幕轉播賽事，包括議事亭前地、祐漢街市公園、三盞燈、氹仔嘉模墟、友誼廣場、綠楊花園休憩區和塔石廣場；另外在全澳學校舉行賽車圖片巡校展活動，以展板方式向學生講述澳門格蘭披治大賽車的歷史及相關資訊。

## 相關爭議

### 暫停澳門本地車手赴外比賽資助計劃
2023年5月，澳門賽車手大聯盟協會一眾會員不滿澳門基金會由2023年起停止本地車手赴外比賽資助計劃，預料令參與本屆賽事的本地車手減少6成，冀政府考慮恢復有關計劃以增加本地人參賽機會為澳爭光。協會先於同年3月收到體育局透過汽車總會通知有關安排，形容是毁滅本地人參與賽車運動的機會，當局另要求本地車手今年必須先參加在外地舉辦的選拔賽，勝出才能參與大賽車，但車手赴外參賽資助叫停，估計只剩不足20人有財政能力資格的人參賽。
體育局回應賽車協會反映時指，將會重新檢視本地車手資助計劃，除支持本澳車手參與大賽車外，往後亦會對本地年輕車手作出更多支持和培訓，讓他們有更好的成長空間，至於實際資助金額則需因各項賽事而訂。另相信任何熱愛運動的選手不會因沒有資助而影響參賽，雖然賽車運動較為特別，但車手亦可尋找商業等其他元素支持。

### 於噴灑香檳環節上向未成年得獎車手提供香檳酒
在每年的大賽車相關賽事完結後，分別會舉行頒獎及慶祝儀式，在相關儀式上主辦方會向獲獎車手或部分車隊人員派發香檳酒慶祝，以求讓比賽慶祝儀式上走向高潮。但自2023年11月5日起，澳門衛生局第6／2023號法律《預防及控制未成年人飲用酒精飲料制度》（俗稱《控酒法》）正式生效，法律規定包括禁止任何人向未成年人（即未滿十八歲人士）銷售或提供酒精飲料。
2023年11月12日，澳門四級方程式大賽選拔賽和決賽於賽事第二日壓軸上演，16歲英國車手林伯雷（Arvid LINDBLAD）於決賽勝出奪冠，但網上流傳相片或片段指，林伯雷在慶祝儀式上飲用香檳酒，主辦單位被指涉嫌向未成年車手提供酒精飲料，公然違反《預防及控制未成年人飲用酒精飲料制度》（控酒法）。
2023年11月13日，澳門電台中文頻道晨間時事節目《澳門講場》邀請社會文化司主要統籌部門出席節目，澳門衛生局局長羅奕龍對該事件作出回應，指出當局已開立卷宗調查，並即時聯絡大賽車主辦單位，倘情況屬實將依法處罰並教育涉事奪冠車手；對於接下來的大賽車賽事，羅奕龍指已向主辦單位了解，例如會採用無酒精氣泡飲料代替。體育局於同日下午發出新聞稿，就有關賽後慶祝儀式流程安排存在疏漏作出致歉，又指出獲獎車手於頒獎儀式後噴灑香檳環節是國際大型賽車運動一項傳統的慶祝儀式；對於該事件的發生，已隨即檢視各項儀式流程，於接下來所舉行的賽事中，將注意有關情況，並作出提醒，嚴格遵守相關法律的規定，避免同類型事件再次發生，同時積極配合衛生部門的調查。
2023年11月15日，體育局局長、大賽車組委會協調員潘永權回應，形容事件是深刻教訓，日後將按照獲獎車手的年齡，在頒獎禮安排對應措施，提供無酒精成份的飲品。將按照衛生局按照相關法例調查處理，並尊重調查過程，事件基本上已處理好，稍後會繳交罰單。

### 炒賣大賽車門票
2023年11月16日，澳門司法警察局發現有人於網上社交平台炒賣第70屆澳門格蘭披治大賽車定價門票、大會贈券以及特許通行證，並提醒相關人士切勿炒賣定價門票或官方送贈的門票，有關行為可能會觸犯刑事法律。
2023年11月18日，澳門司警查獲八宗涉及網上炒賣門票的案件，並成功拘捕所有涉案者，移送至檢察院偵辦；另外為保障大賽車賽事順利進行，澳門司警亦派員在賽車場內外及周邊地方協助保安工作；為防範不法之徒以偽基站等設備向居民和旅客發放涉及非法網上博彩推廣或詐騙短訊，司警利用專門儀器在賽車場各區域及周邊偵察。

## 外部連結
- 澳門格蘭披治大賽車官方網站 （页面存档备份，存于）